# Етно-продајна галерија удружења Наше наслеђе
Етно-продајна галерија удружења Наше наслеђе је градска установа Новог Сада, кровно удружење ручних радова из више од сто удружења и први простор за представљање производа жена у Војводини и Србији. Налази се у улици Дунавска 6, у центру града Новог Сада.

## Историја
Етно-продајна галерија удружења „Наше наслеђе” је отворена 14. октобра 2020. са циљем очувања традиције. На свечаном отварању је изложено шесто производа седамдесет и два удружења жена из Војводине и хиљаду петсто чланица. Отварању је присуствовао Милош Вучевић који је истакао значај галерије као првог репрезентативног простора за представљање производа жена у Војводини и Србији. Данас се у галерији продају домаћи сокови, ракија, џемови и китникеси, ручно рађене кућице за дечије лутке у различитим војвођанским ношњама, слике рађене на слами и свили, златовези, гоблени, миљеи, платна и тканине свих врста, пустоване мараме, народна ношња, дрвене колевке, вунене чарапе и папуче и други радови удружења. Сви су у саставу истоименог кровног удружења основаног 2016. године са циљем очувања, промовисања и унапређења културне баштине, историје, обичаја, традиционалних заната, народних рукотворина, културних разноликост и подстицања предузетништва. Председница је Снежана Нешовић.